# USS Shangri-La (CV-38)
El USS Shangri-La (CV/CVA/CVS-38) fue un portaaviones clase Essex de la Armada de los Estados Unidos. 
Asignado en 1944, el Shangri-La participó en varias campañas en el Teatro de Operaciones del Pacífico durante la Segunda Guerra Mundial, ganando dos estrella de combate por su servicio. Al igual que muchos de sus gemelos, fue puesto fuera de servicio poco después de finalizar la guerra, pero fue modernizado y recomisionado a principios de 1950 y redesignado como portaaviones de ataque (CVA). Operó tanto en el Pacífico como en el Atlántico/Mediterráneo durante varios años y al final de su carrera fue designado como portaaviones antisubmarino (CVS). Obtuvo tres estrellas de combate por su servicio en la Guerra de Vietnam.
El USS Shangri-la fue uno de los portaviones clase Essex que se ofreció a la Royal Navy en la década de 1960 para solucionar temporalmente los retrasos con su proyecto de nuevo portaviones. Debido a los costes de su modernización para adaptarlos a la Royal Navy y el no menor coste de operarlos fue rechazado. Fue dado de baja en 1971 y vendido como chatarra en 1988.

## Nombre
El nombramiento del buque fue un cambio radical de la práctica general de la época, que consistía en nombrar portaaviones en memoria de batallas o embarcaciones anteriores de la Marina estadounidense. Después de la incursión Doolittle, lanzada desde el Hornet, el presidente Roosevelt respondió a la pregunta de un reportero diciendo que el ataque había sido lanzado desde "Shangri-La",  un lugar ficticio de la novela Horizontes perdidos de James Hilton. El 15 de enero de 1943 se inició la construcción del buque con el nombre de USS Shangri-La, en memoria de las hazañas del Hornet, que había sido perdido en la batalla de las Islas Santa Cruz.

## Construcción

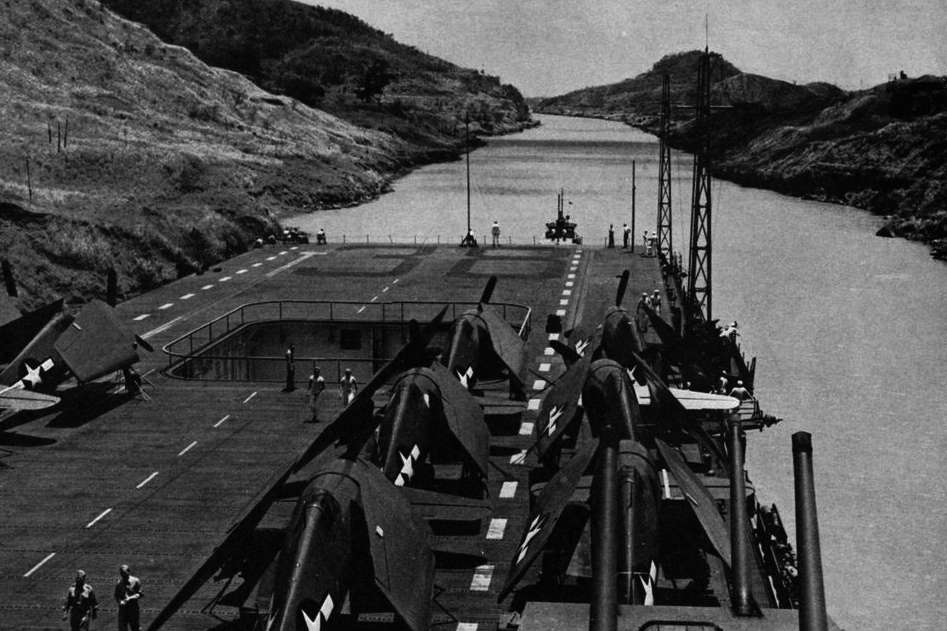
Aviones Corsair en la pista de despegue del portaviones norteamericano USS Shangri-La mientras cruza el canal de Panamá, enero de 1945.

El Shangri-La fue uno de los portaaviones clase Essex de "casco largo", también llamados clase Ticonderoga. Su quilla fue puesta en grada por el astillero naval de Norfolk, en Portsmouth, Virginia, el 15 de enero de 1943, y botado el 24 de enero de 1944, amadrinado por Josephine Doolittle (esposa de Jimmy Doolittle). Fue asignado el 15 de septiembre de 1944, con el capitán James D. Barner al mando.
Los costos de construcción se estimaron 68 y 76 millones de dólares, completados por medio de bonos de guerra y estampillas.